# Familiäre expansile Osteolyse
Die Familiäre expansile Osteolyse (FEO, McCabe-Krankheit) ist eine seltene autosomal dominante Erkrankung. Sie ist durch Areale gesteigerten Knochenumbaus mit erhöhter Osteoblasten- und Osteoklastenaktivität gekennzeichnet. Hughes et al.  fanden, dass die dafür verantwortliche Mutation im Gen für RANK lokalisiert ist. Zwei verschiedene Insertionsmutationen wurden im ersten Exon des RANK-Gens in von FEO betroffenen Familien beschrieben.

## Symptome
Als Symptome gelten:
- Gelenkschmerz
- Schwache Knochen
- Schmerzhaft verformte Gliedmaßen
- Knochenbrüche
- Knochenschmerz
- Hörverlust
- Zahnausfall